# Forbandelsen (film fra 2004)
 For alternative betydninger, se Forbandelsen. (Se også artikler, som begynder med Forbandelsen)
Forbandelsen (engelsk titel: The Grudge) er en gyserfilm fra 2004.
Forbandelsen er en amerikansk genindspilning af den japanske film "Ju-on".
Filmen blev udgivet i Nordamerika den 22. oktober 2004 af Columbia Pictures, og den er instrueret af Takashi Shimizu, der også skrev og instruerede originalen "Ju-on" fra 2000. På dansk hedder den "Forbandelsen", da man ikke kan oversætte "The Grudge" korrekt.

## Handling
Forbandelsen en traditionel spøgelseshistorie om Karen som er amerikansk sygeplejerske og arbejder i Japan. Hun tager ud for at besøge en gammel dame, men damens hus er hjemsøgt af en kraftfuld forbandelse, alle der kommer i kontakt med huset dør på ubehagelig vis.

## Medvirkende
- Sarah Michelle Gellar
- Jason Behr
- Clea DuVall
- William Mapother